# Sawakin
Koordinaten: 19° 6′ N, 37° 20′ O
Sawakin (auch: Suakin) (arabisch سواكن, DMG Sawākin) ist eine Hafenstadt im sudanesischen Bundesstaat al-Bahr al-ahmar und war vom 15. bis zum 19. Jahrhundert der wichtigste Hafen an der afrikanischen Küste des Roten Meeres.

## Lage
Die Stadt liegt am Roten Meer, rund 650 Kilometer nordöstlich von Khartum und rund 60 Kilometer südlich von Port Sudan, der Hauptstadt des Bundesstaates al-Bahr al-ahmar. Asphaltierte Straßen führen über Port Sudan nach Atbara und nach Kassala. Mehrmals wöchentlich besteht eine Fährverbindung nach Dschidda.

## Geschichte

### Altertum bis Osmanische Zeit

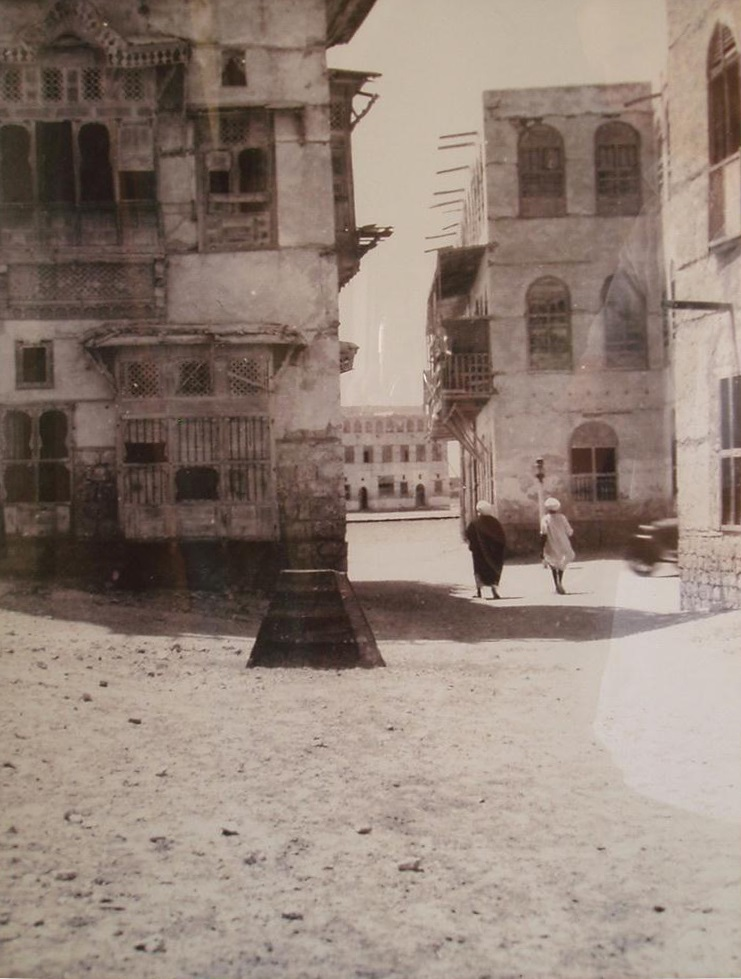
Suakin 1928. Nur noch wenige Einwohner lebten in den einst von wohlhabenden arabischen Händlern errichteten Häusern

Die Legende reicht weit zurück und erklärt den Namen: „Sawakin“ soll von sawajin, Plural von sijn („Gefängnis“) abstammen, weil der Prophet Sulayman, der dem alttestamentlichen König Salomo entspricht, alle Geister (Dschinn) nach hierher verdammt und eingesperrt haben soll. Ein Schiff mit äthiopischen Jungfrauen soll einst auf dem Weg zur Königin von Saba in einem Sturm nach Sawakin abgetrieben worden sein. Nach der Weiterfahrt bemerkten sie, dass alle von den Dschinn geschwängert geworden waren.
Ab der 5. Dynastie (2504 bis 2347 v. Chr.) wird aus Ägypten über Expeditionen und Schiffsreisen im Roten Meer bis zu den Goldvorräten von Punt an der Ostspitze Afrikas berichtet. Die geschützte Bucht von Sawakin muss für die Ägypter zumindest ein Etappenziel oder ein Handelshafen gewesen sein.
Während der Ptolemäer-Herrschaft über Ägypten (ab Ende 4. Jahrhundert v. Chr.) hatte Sawakin als Handelshafen Bedeutung. Der griechische Geschichtsschreiber Diodorus Siculus erwähnte im 1. Jahrhundert v. Chr. das schlechte Klima von Sawakin, die hohe Luftfeuchtigkeit und Hitze, und bezeichnet den Ort als Limen Evangelis, bei Ptolemäus (um 100–175) heißt der Ort Evangelon Portus. Der „Hafen der guten Hoffnung“ wird als kreisrunde Insel mit 1,5 Kilometern Umfang am Ende einer Bucht liegend beschrieben, wo neben anderen Tieren auch Elefanten verladen wurden.
Das Rote Meer stellte in römischer und byzantinischer Zeit während des 1. Jahrtausends die wichtigste Verbindung zum Indischen Ozean dar. Bis auf Kosmas Indikopleustes um 550 verfasste Topographia Christiana fehlen jedoch Zeugnisse. Im 10. Jahrhundert wurde Sawakin durch den südarabischen Gelehrten al-Hamdani als alter Hafen erwähnt. Im Zuge der islamischen Expansion gab es ab dem 8. Jahrhundert arabische Handelsniederlassungen am Roten Meer, dazu zählten neben Sawakin Aidhab im Norden und der neugegründete Hafen von Baadi (Ebene von Gash Barka im heutigen Eritrea). Letzterer wurde wegen ungünstiger Lage bald aufgegeben. Aidhab lag im Bereich direkter ägyptischer Kontrolle und war von der Mitte des 11. Jahrhunderts bis um 1300 der geschäftigste Hafen auf der afrikanischen Seite des Roten Meeres, gab danach aber seine Bedeutung an Sawakin ab. Sawakin war und blieb ein Hafen im Herrschaftsbereich der Bedscha, die als Nomaden um die Stadt teilweise sesshaft wurden.
Für äthiopische Christen und Christen des nubischen Königreichs Alwa bis zu dessen Eroberung und Islamisierung durch die Funj war Sawakin Ausgangshafen für die Pilgerreise nach Jerusalem. Der arabische Historiker Yakut fand 1213 Sawakin von Christen aus Alwa bewohnt. Im 12. Jahrhundert drangen Kreuzfahrer ins Rote Meer vor. Renaud de Châtillon (um 1125–1187) wollte Mekka und Medina erobern, er und seine Mannschaft plünderten die auf dem Weg liegenden Hafenstädte, die zum Schauplatz verschiedener Gefechte gegen von Saladin ausgesandte Streitkräfte wurden. Im 14. und 15. Jahrhundert hatten sich einige venezianische Händler in den Hafenstädten Sawakin und Massaua niedergelassen.
Zur Zeit der Ayyubiden-Dynastie kam Sawakin durch eine vom Sultan 1215 ausgesandte Expedition erstmals unter direkte ägyptische Kontrolle, und auch die nachfolgenden Mamluken strebten nach der Vorherrschaft über die nordsudanesischen Handelswege. Um diese zu sichern, veranlasste Sultan Baibars I. 1264 eine Strafexpedition gegen den Emir von Sawakin, Ala al-Din al-Asbaani, der sich Vermögen von verstorbenen Kaufleuten angeeignet und bereits eine letzte Warnung ignoriert hatte. Der Angriff wurde vom Gouverneur von Qus und dessen General geleitet und von 50 Schiffen aus Aidhab unterstützt. Nachdem Al-Asbaani geflohen war, regierte ein mamlukischer Vertreter die Stadt, gegen den al-Asbaani einen erfolglosen Angriff unternahm. Kurz danach wurde er als Lokalherrscher unter ägyptischer Kontrolle von Baibars akzeptiert. Der Emir von Sawakin, der ab 1266 ordnungsgemäß Abgaben an den Sultan zahlte, arbeitete im Folgenden mit Ägypten zusammen und griff 1281 sogar im Auftrag des Mamlukensultans erfolgreich in einen Konflikt der Beduinen in der Aidhab-Wüste ein.
Al-Asbaani war der Nachkomme von Händlern aus dem Hedschas, die Verbindungen zu Dschidda und Mekka pflegten. Der Forschungsreisende Ibn Battūta erwähnt als Herrscher den Scherifen Zaid ibn ibn Abī Numaiy, einen Sohn des früheren Emirs von Mekka Abū Numaiy I ibn Abī Saʿd. Ibn Battuta befand sich um 1330 auf der Rückkehr von einer Pilgerreise und wollte von Dschidda nach Aidhab segeln, als sein Schiff durch einen Sturm vom Kurs abkam und er Zuflucht im Hafen von Ras Dawir suchen musste. Bei seiner Beschreibung ist unklar, ob er Sawakin oder eine in der Nähe gelegene Insel beschrieben hat.

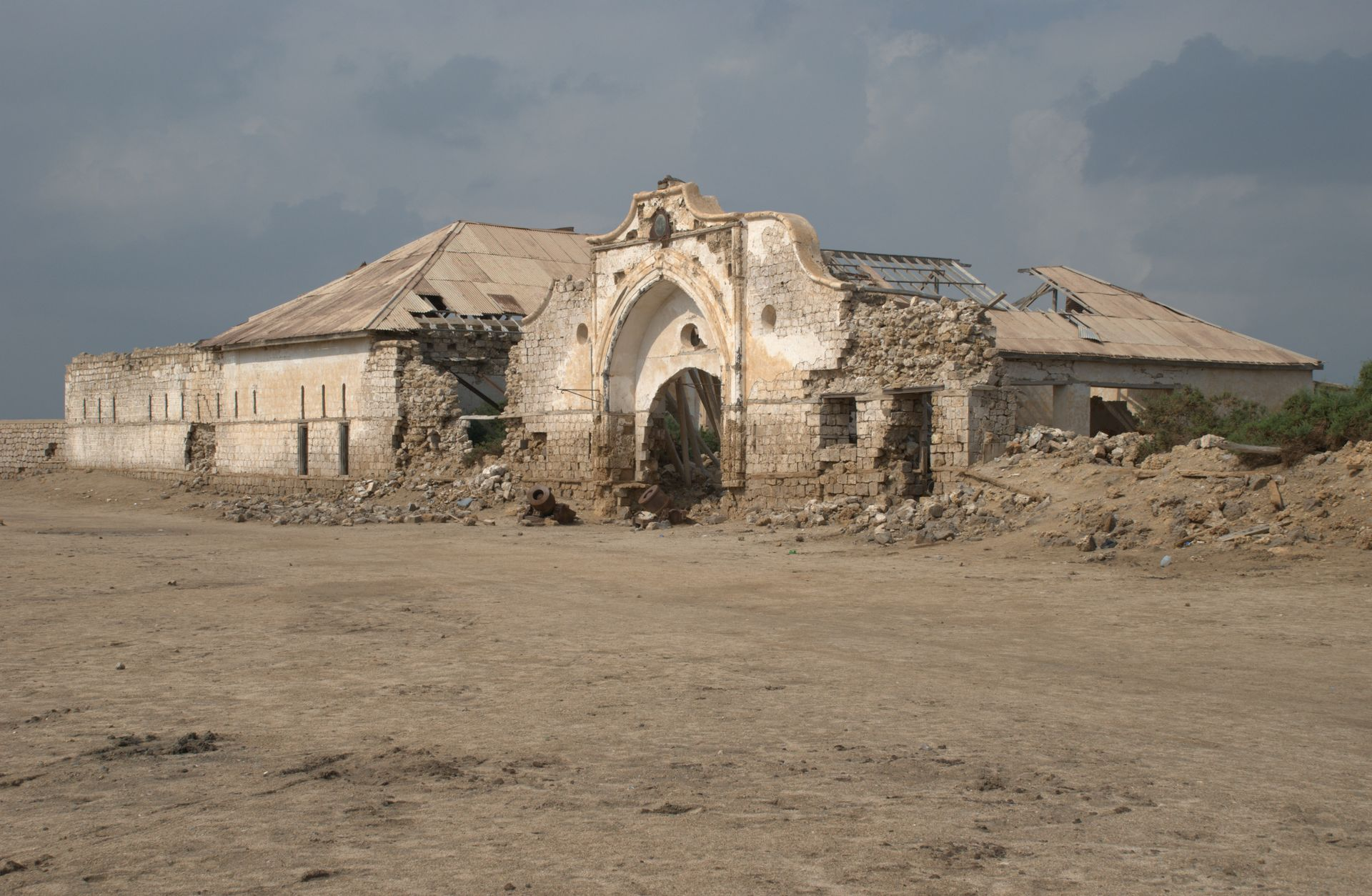
Ehemaliges Zollgebäude. „Ein schwungvolles Tor führt zum heute noch besetzten Zollamt...“ lautet eine Beschreibung von 1982

Anfang des 16. Jahrhunderts fiel Sawakin für eine kurze Zeit an das neu gegründete Sultanat von Sannar. Mit dessen Gouverneur der Hafeninsel geriet 1540 der Kommandant einer portugiesischen Flotte, Stefano da Gama in Streit. Die Portugiesen waren von Goa angereist, um Suez anzugreifen und richteten in Sawakin schwere Schäden an den Gebäuden der Stadt an.

### Osmanische Herrschaft
Durch die Eroberung Eritreas durch Özdemir Pascha um 1550 wurde Sawakin osmanisch und als Hauptstadt Teil der Provinz Habesch. Mitte des 17. Jahrhunderts begann der wirtschaftliche Niedergang der Stadt, einige der arabischen Händler wanderten ab. Der Hafen besaß weiterhin Bedeutung für das Funj-Sultanat, er war Durchgangsort für schwarzafrikanische Sklaven und für Mekka-Pilger. Im Dezember war es für Handelsschiffe möglich, mit dem Nordostwind die afrikanische Küste entlang Richtung Mogadischu zu segeln. Mit Beginn des Sommermonsuns (ab April weht ein teilweise stürmischer Wind von Südwesten) begaben sich die Händler aus Sannar mit Gold und Elfenbein auf Schiffsreise über den Indischen Ozean zu den arabischen Küstenländern, von wo sie in den Wintermonaten mit Seide und Gewürzen zurückkehrten. Durch das europäische Vordringen im 17. und 18. Jahrhundert ging dieser Handel zurück, der Export von Vieh, Getreide, Häuten und Sklaven über Dschidda blieb weiterhin bedeutend. Der Rückgang des Handels betraf vorwiegend die Araber auf der Insel, während die Bevölkerungszahl der Bedscha, die auf dem Festland siedelten, relativ zunahm. Anfang 19. Jahrhundert lebten auf der Insel etwa 3000 Einwohner, auf dem Festland waren es 5000.
Nach Auflösung der Provinz Habesch wurden Sawakin sowie die anderen noch im osmanischen Besitz befindlichen Hafenstädte der Provinz Dschidda administrativ unterstellt. Das Osmanische Reich war durch einen Zolloffizier vertreten, der vom Wālī der Provinz Dschidda ernannt wurde. Die Bedscha auf dem Festland hatten ihren eigenen Souverän. Der Orientreisende Jean Louis Burckhardt kam 1814 auf dem Weg nach Mekka durch Sawakin und berichtete, von 600 Häusern lägen zwei Drittel in Ruinen.

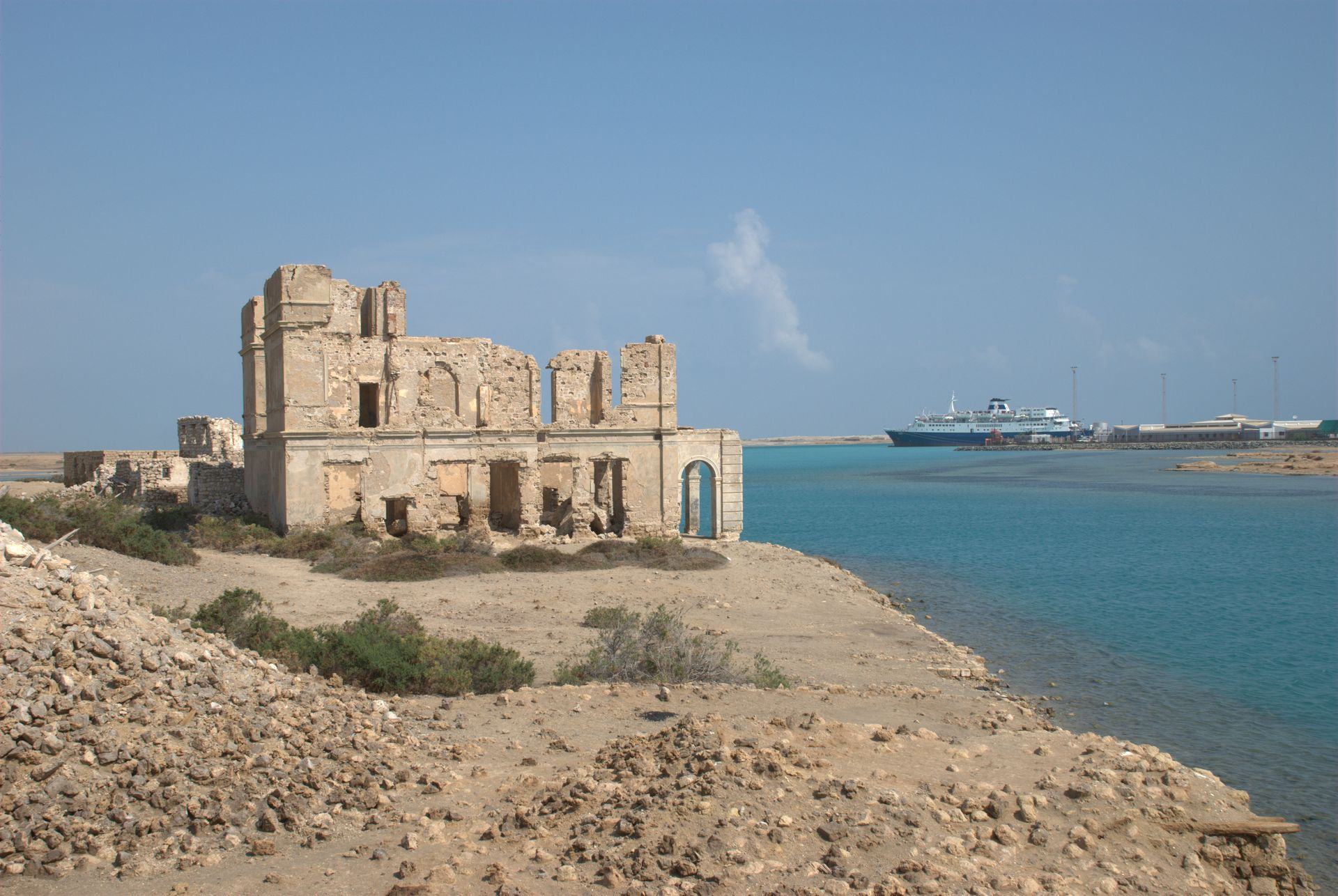
Die ägyptische Nationalbank entsprach mit ihrer kantigen Bauweise nicht der lokalen Tradition. Im Hintergrund die Fähre nach Dschidda

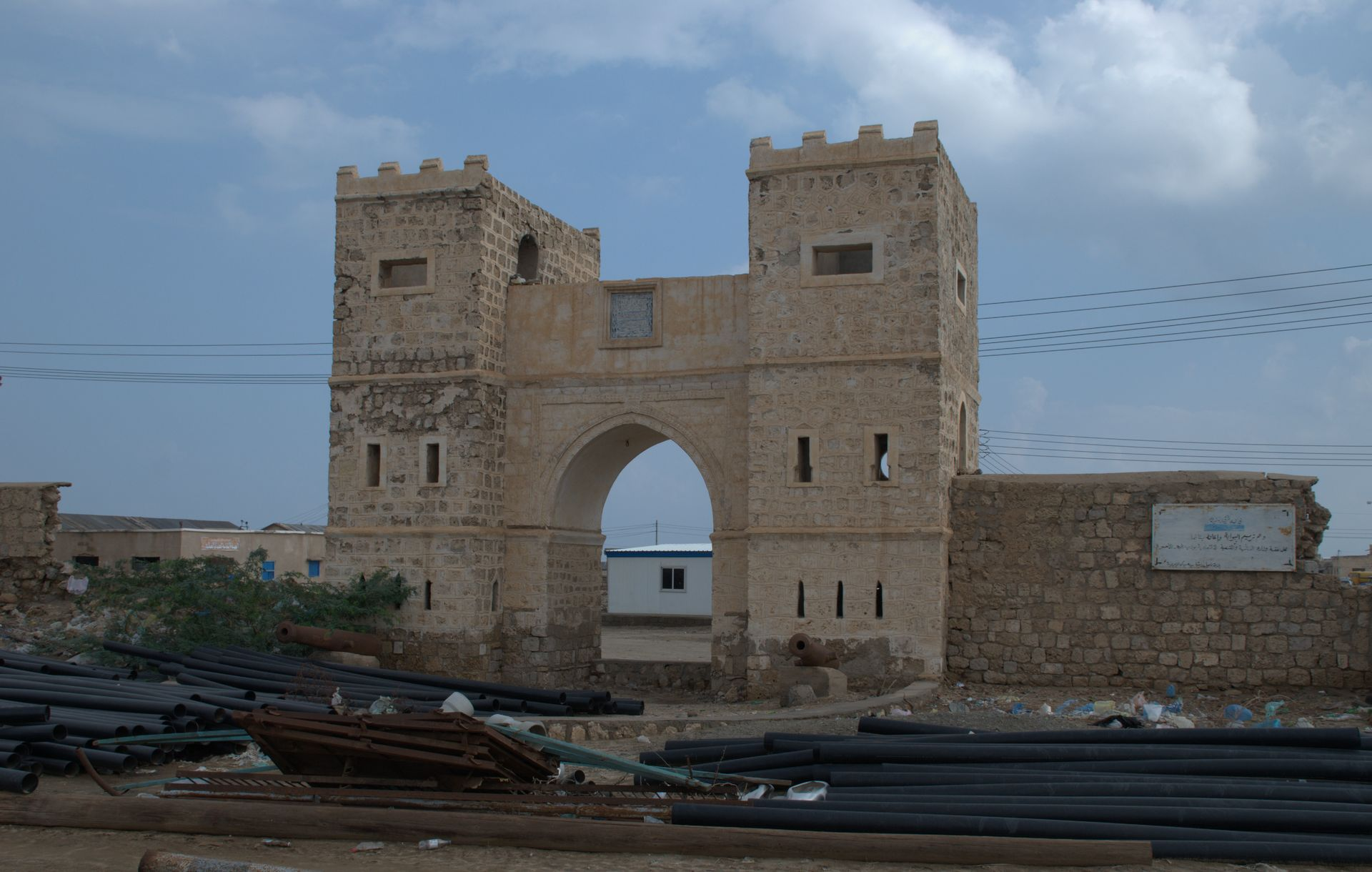
Von Kitchener 1886 beauftragtes Tor an der äußeren Stadtmauer, die in einem Kreis von einem Kilometer Durchmesser um die Siedlung auf dem Festland führte

Von 1843 bis 1851 verpachtete das Osmanische Reich Sawakin an seine autonome Provinz Ägypten, das kurz zuvor das umliegende Land eroberte. Ismail Pascha, Wali von Ägypten, kaufte die Stadt 1865 auf Lebenszeit, doch bereits ein Jahr später wurde Sawakin endgültig an Ägypten abgegeben und in die ägyptische Provinz Sudan eingegliedert. Bis zum Ausbruch des Mahdi-Aufstands erlebte Sawakin die größte Blüte: Es wurden neue Häuser gebaut, bestehende Häuser wurden restauriert und vergrößert. 1869 hatte die Stadt 8000 Einwohner. Die eintreffenden Kamelkarawanen brachten Kaffee aus Äthiopien, Elfenbein, Gummi arabicum, Straußenfedern aus Kordofan und weiterhin Vieh und Häute. 1877 wurde Charles Gordon Generalgouverneur des ägyptischen Sudan. Auf seinem Weg über Sawakin nach Khartum ordnete er den Bau eines Damms von der Insel zum Festland an. 1881 begann der Mahdi-Aufstand, der im Osten von Osman Digna, der zuvor Sklavenhändler war, angeführt wurde. Dieser konnte im Februar 1884 das anglo-ägyptische Heer von Baker Pascha in El-Teb nahe der Küste südlich von Sawakin schlagen. Die Briten schickten deshalb noch im selben Monat 5000 Mann unter Gerald Graham nach Sawakin, um den Küstenstreifen am Roten Meer zu sichern. Graham konnte mit seiner Verstärkung Osman Digna Ende Februar wiederum bei El-Teb und zwei Wochen später in einem weiteren Gefecht nahebei in Tamai zurücktreiben, musste sich jedoch nach Sawakin zurückziehen. Osman Digna schlug sein Hauptquartier im 160 Kilometer südlich gelegenen Tokar auf, und Sawakin war für rund 10 Jahre – neben dem Stützpunkt Wadi Halfa im ägyptischen Grenzgebiet – der einzige Punkt in Sudan, der von den Briten gegen die Mahdisten gehalten wurde. 1886 bis 1888 war Horatio Herbert Kitchener (der zehn Jahre später in Omdurman die Mahdisten bezwang), Gouverneur der Region um Sawakin. Auf seine Anordnung wurde der bisherige Erdwall durch Verteidigungsmauern aus Ziegel mit Bastionen und Eingangstoren ersetzt. Die Mauern mussten 1888 einem Angriff der Bedscha-Armee Osman Dignas standhalten. Mit Hilfe von zur Befreiung geschickten ägyptischen Truppen wurden im Dezember 1888 die Mahdisten in einem harten Kampf außerhalb der Stadtmauern besiegt. Auf dem Gebiet der ehemaligen ägyptischen Provinz Sudan wurde durch den Condominium Agreement vom 1. Januar 1899 der Anglo-Ägyptische Sudan gegründet. Sawakin allerdings blieb ägyptisch und bildete dadurch eine Enklave, wurde aber bereits am 10. Juli 1899 durch ein weiteres Abkommen in den Anglo-Ägyptischen Sudan eingegliedert.

### Seit dem 20. Jahrhundert
Als Bedarf an einem größeren Hafen am Roten Meer entstand, wurde 1904 mit der Gründung von Port Sudan ein neuer Hafen geschaffen. In Sawakin fehlten Expansionsmöglichkeiten und es gab keine ausreichende Trinkwasserversorgung. Ein weiteres Hemmnis waren die vielen zerstörten Gebäude, die hätten weggeräumt werden müssen. Dennoch wurde 1906 die von Atbara nach Port Sudan gebaute Eisenbahn bis nach Sawakin verlängert, wobei an ein paar Kilometer bereits 1884 verlegter Bahngleise angeschlossen wurde. 1905 gab es 10.500 Einwohner. 1910 wurde das britische Provinzhauptquartier nach Port Sudan transferiert. Die Stadt hatte ihre Bedeutung verloren, als die letzten öffentlichen Einrichtungen 1922 nach Port Sudan verlegt waren. Die Eisenbahnlinie wurde stillgelegt. In den 1950er Jahren konnte noch ein Häuserplan angefertigt werden, und um 1960 waren noch einige Häuser bewohnt. Seitdem gibt es kein intaktes Gebäude mehr.
Im Dezember 2017 wurde eine Vereinbarung zwischen der türkischen und der sudanesischen Regierung bekannt, die während eines Staatsbesuchs des Präsidenten Recep Tayyip Erdoğan getroffen wurde. Hierin wird der Türkei das ruinöse Hafengelände für 99 Jahre verpachtet, um dort zivile und militärische Hafenanlagen zu errichten. Im März 2018 unterzeichnete Katar einen Vertrag, wonach das Land sich mit einer Investition von 4 Milliarden Dollar an den Hafenprojekten in Sawakin beteiligt. Eine mögliche militärische Präsenz der Türkei in dieser Region wird von Ägypten, Saudi-Arabien und den Vereinigten Arabischen Emiraten als Bedrohung angesehen.

## Bevölkerung

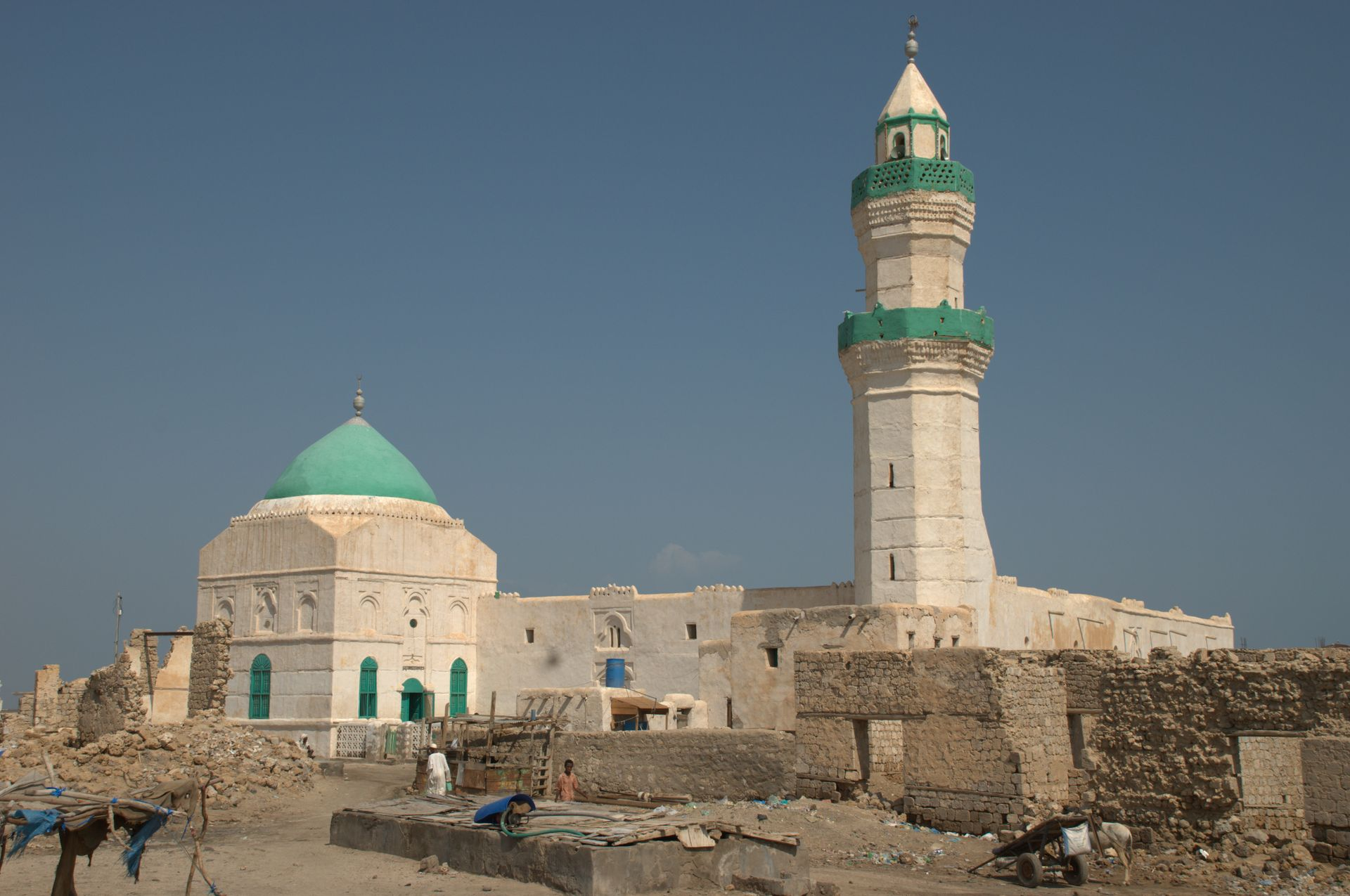
Taj es Sir-Moschee. Größte Moschee auf dem Festland. Sie zeigt, wie die Moscheeruinen auf der Insel ausgesehen haben müssen. Links das von Bedscha verehrte Kuppelgrab (Qubba) eines Majdhubiya-Heiligen

Für Sawakin werden 44.521 Einwohner (Berechnung 2010) angegeben. Die meisten zählen zu den Hadendoa, einer Volksgruppe der Bedscha.
| Jahr              | Einwohner |
| ----------------- | --------- |
| 1973 (Zensus)     | 5.895     |
| 1983 (Zensus)     | 18.030    |
| 2010 (Berechnung) | 44.521    |

Die ägyptischen Händler auf der Insel waren Anhänger des sunnitischen Islam, gaben sich als strenggläubig konservativ und fühlten sich den Bedscha auf dem Festland überlegen. Tatsächlich waren im 19. Jahrhundert auch auf der Insel Alkohol und Prostitution verbreitet. 1829 kam der Führer des Majdhubiya genannten Sufi-Ordens Muhammad al-Majdhub as-Sughayir (1796–1833) von Ed Damer, dem Zentrum dieses Ordens, nach Sawakin und begann, unter der Bedscha-Bevölkerung zu missionieren. Er gewann einflussreiche Unterstützer und zahlreiche Anhänger unter den Bedscha, indem er einen sehr rigiden Islam predigte, der sich durch moralischen Anspruch legitimierte. Die Majdhubiya kämpften später auf Seiten des Madhi gegen die Ägypter und Engländer.

## Stadtbild
Der ehemalige Stadtteil der arabischen Händler liegt auf einer kreisrunden Insel am Ende einer 2,5 Kilometer langen Bucht, die durch vorgelagerte Korallenriffs geschützt wird. Ein enger Kanal erlaubt nur kleinen Schiffen die Durchfahrt und war ideal für arabische Daus; der moderne Fährhafen befindet sich auf der südlichen Seite am Ausgang der Bucht ins Rote Meer. Die kleinere Condenser-Insel in der Bucht war einst ein Friedhof und ist nur noch als flache Sandbank erkennbar. Gegenüber der Stadtinsel, am südwestlichen Festland liegt der bewohnte Stadtteil El Geyf, im Halbkreis umgeben von erkennbaren Resten der alten Stadtmauer, die mit sechs Bastionen verstärkt war. Um die Stadtmauer führte in einem großen Bogen die Eisenbahnlinie herum bis zur Ostseite der Lagune, wo bis etwa 1900 die Anlage einer modernen Stadt geplant war. An der Nordseite des Kanals befand sich nahe am Meer eine Quarantänestation für Mekka-Pilger mit Baracken, die noch in den 1950er Jahren Warteraum für tausende Menschen waren.

### Insel

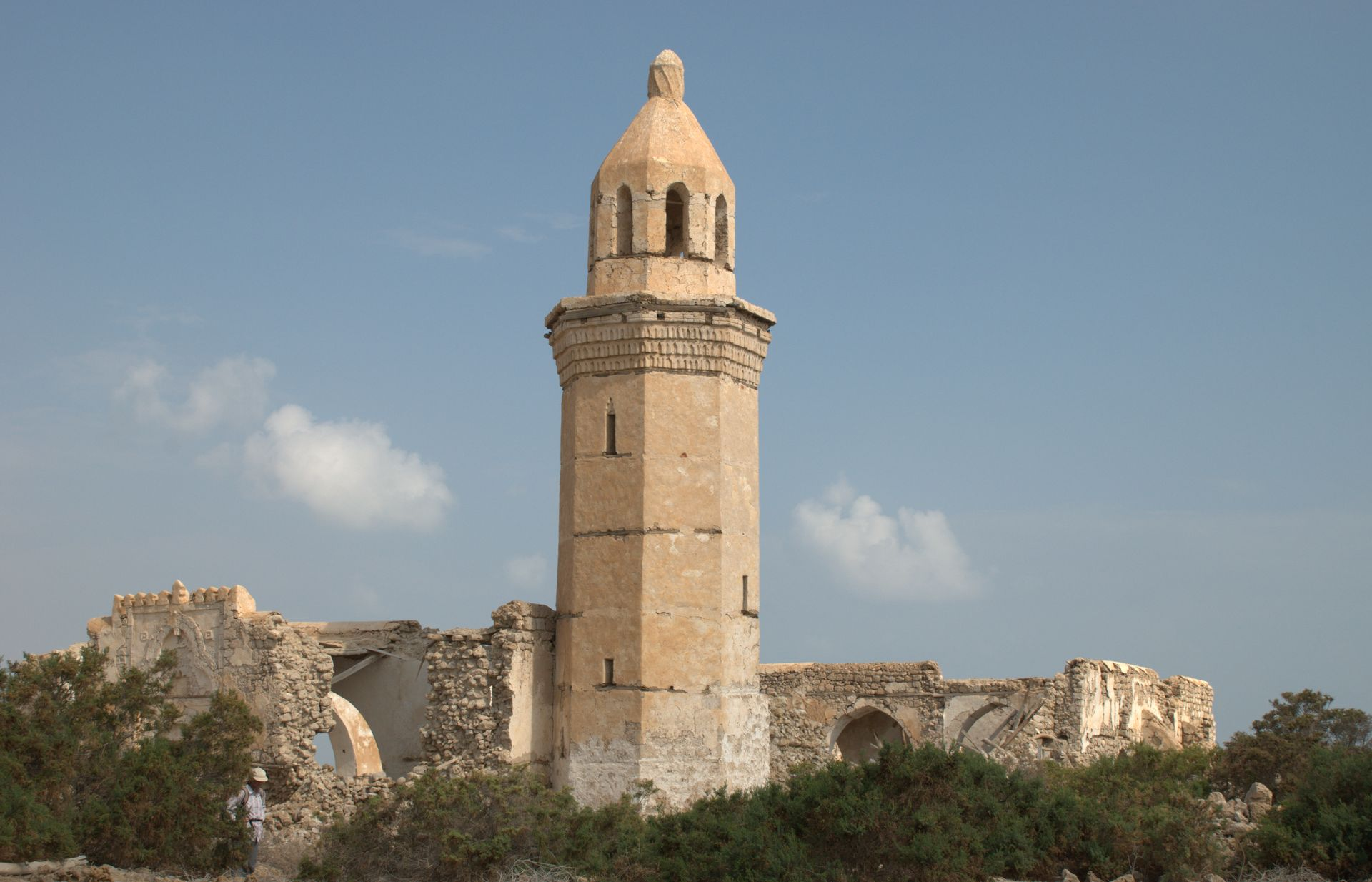
Schafa'i-Moschee. Oktogonales Minarett, das auf älteste Vorbilder zurückgeht. Die Hanafi- und die Schafa'i-Moschee wurden um 1870 restauriert, auf portugiesischen Skizzen von 1541 sind zwei Moscheen auf der Insel zu sehen.

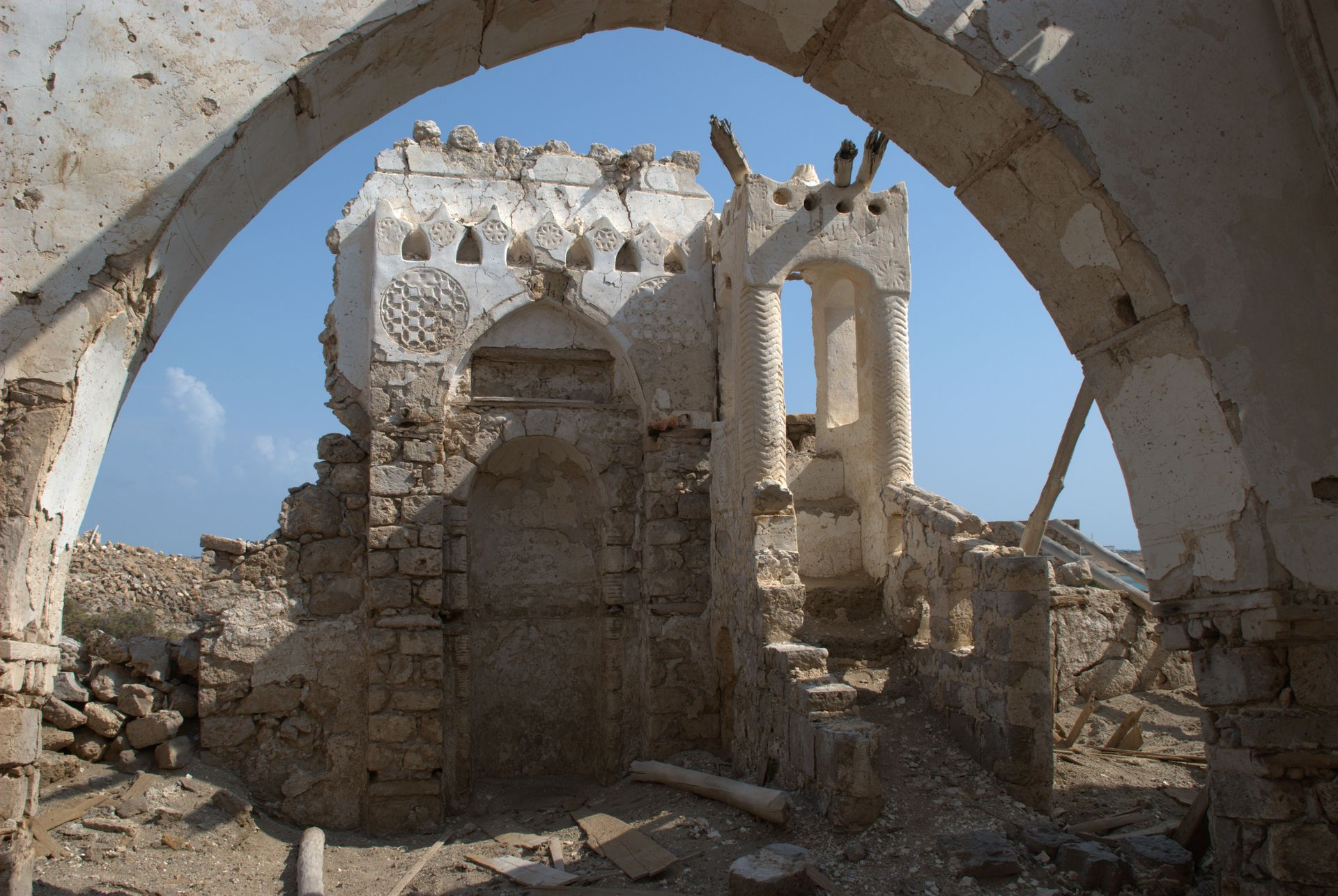
Schafa'i-Moschee. Mihrab und Minbar. Der Innenhof ist von teilweise erhaltenen Rundbogenarkaden umgeben.

Die Stadt war vergleichbar mit anderen arabischen, reichen Handelsstädten am Roten Meer: Massaua, Dschidda, Hodeida oder Mokka. Alle besaßen mehrstöckige, weiß verputzte Häuser, deren Fassaden mit kunstvollen Holzfenstern oder Balkonen gegliedert waren. Die Häuser in Sawakin waren aus weißem Muschelkalk gemauert, der beim Abgraben des Kanals oder von einem Steinbruch an der Südseite der Bucht gewonnen wurde. Neben diesen zwei- bis dreistöckigen Stadthäusern gab es auch einige Häuser mit Innenhof und darin einem repräsentativen Empfangsbereich (Iwan). Alle Häuser hatten im hinteren Teil oder in den Obergeschossen einen abgeteilten Frauentrakt. Im Erdgeschoss war üblicherweise ein Laden oder Warenlager, die Dächer oder Balkone dienten zum Schlafen.
Die Häuser besaßen als besondere Kennzeichen aus Java-Teakholz gefertigte Fenstergitter (Mashrabiya) als Schattenspender und aufwändig verzierte, bis 2,40 Meter breite Holzerker (Roshan). Anhand der Holzapplikationen lassen sich zwei Baustile unterscheiden. Zur Zeit der ägyptischen Herrschaft im 19. Jahrhundert wurden anstelle der früheren „türkischen“ Erker, die mit Klappläden dreiseitig geschlossen waren, nur noch überdachte Balkone angebracht. Bis zum 19. Jahrhundert gab es etwa 200 Häuser auf der Insel, davon drei oder vier große Gebäude. In der Mitte der Insel stand das älteste Haus von 1518, das Beit el Pascha, der Wohnsitz des ersten türkischen Gouverneurs. Es ist in den Trümmern nicht mehr auszumachen.
Der Zugang zur Insel führt durch das (als einziges Bauwerk auf der Insel restaurierte) Gordons-Tor entlang der zentralen Marktstraße bis zur Hanafi-Moschee. Für die beiden wichtigsten sunnitischen Rechtsschulen (Madhhab) der Hanafiten und der Schāfiʿiten wurde eine eigene Moschee gebaut. Wenige Meter östlich befinden sich die Reste der Schafa’i-Moschee mit teilweise noch erhaltener Gebetsnische (Mihrāb) und dem Minbar daneben, der von einem Baldachin auf Steinsäulen überdacht wird. Die Moscheen haben einen Innenhof, der auf allen Seiten von einer einreihigen Halle aus Rundbogenarkaden (Sahn) umgeben ist. Es soll noch drei weitere Moscheen auf der Insel gegeben haben, von denen keine Überbleibsel mehr erkennbar sind. Daneben gab es sechs private Beträume (Zawiya), größter war der Musai Zawia mit zentraler Kuppel.
Die repräsentativen Gebäude der Behörden reihten sich am Wasser im Nordteil der Insel. Teilweise erhalten sind hier das Zollamt, das am geschwungenen Portal zu erkennen ist und daneben das etwas kleinere Rasthaus (Muhafsa), das 1866 als Regierungspalast erbaut wurde. Westwärts am Ufer entlang folgen das Telegrafenamt, ein vierstöckiges Wohngebäude und das ehemals schönste der älteren Wohngebäude, das Haus von Khorshid Effendi, das um einen großen Innenhof errichtet wurde und einen herrschaftlichen Iwan besaß. Im Gegensatz dazu stellte das neuere Gebäude der ägyptischen Nationalbank südlich daneben und mit Arkaden direkt an der Wasserfront einen eher strengen, kantigen Bau dar. Vom Obergeschoss sind die Wände teilweise erhalten.

### Festland

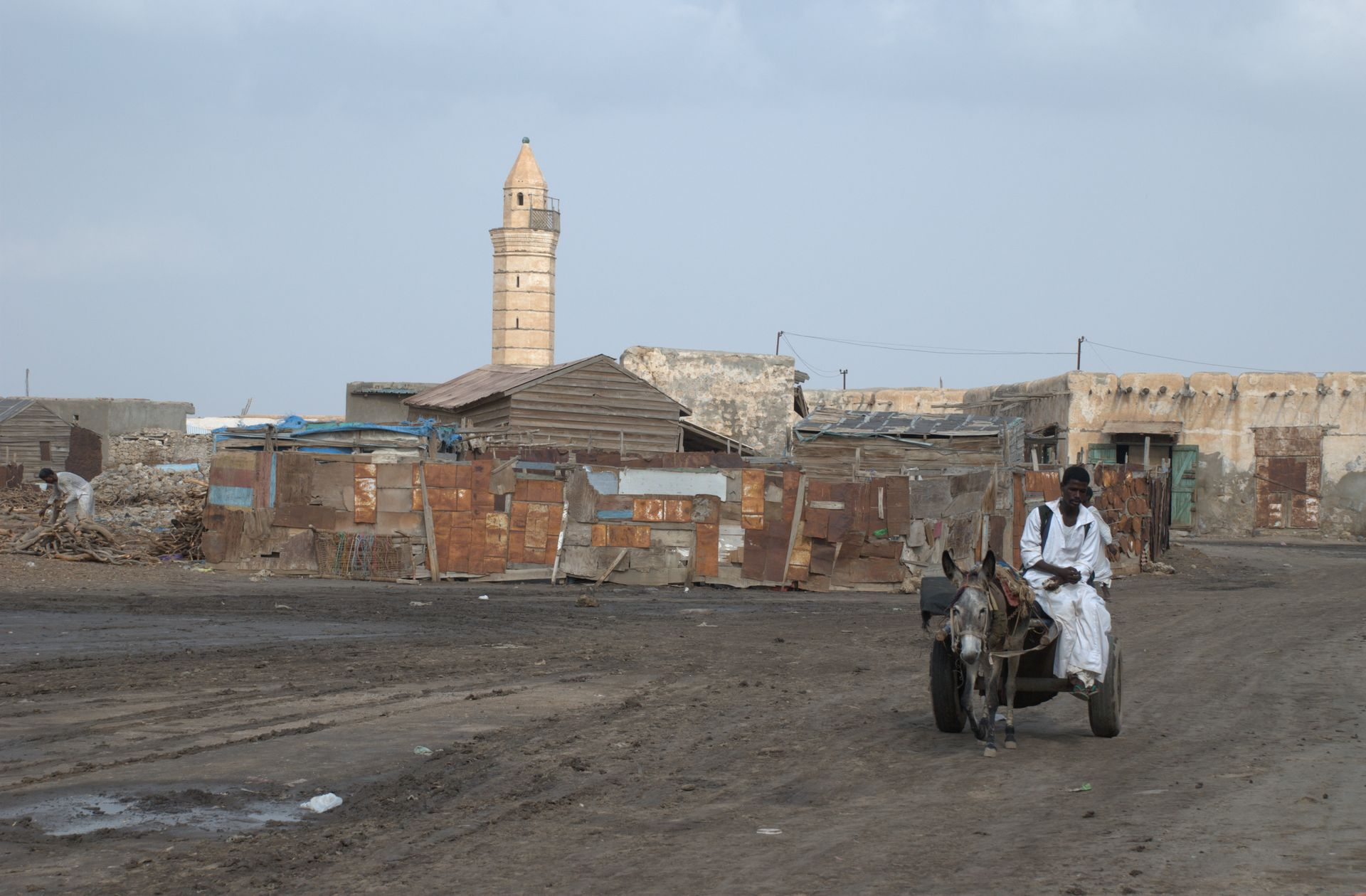
El-Geyf. Wohngebiet der Bedscha auf dem Festland

Der von Gordon beauftragte Damm ist etwa 50 Meter lang und verlängert die Zufahrtsstraße auf dem Festland von dem einen Kilometer entfernt gelegenen Kitcheners-Tor an der äußeren Stadtmauer bis zum kleineren Gordons-Tor auf der Insel. Die im 19. Jahrhundert in der Bedscha-Vorstadt, dem Stadtteil El Geyf errichteten zweistöckigen Gebäude befinden sich in ähnlichem Trümmerzustand wie auf der Insel oder sie sind dringend sanierungsbedürftig, werden aber bisher von der örtlichen Verwaltung und Polizei genutzt. Es gibt drei Moscheen, die in Benutzung sind, die größte entspricht in der Form der Schafa’i-Moschee auf der Insel.
Die Unterkünfte der Bedscha bestehen aus einfachen Lehmziegelhäusern im sudanesischen Stil, Bretterbuden oder an den Stadträndern aus den traditionellen bootsförmigen Rundzelten mit Holzgestellen, die von Flechtmatten überzogen sind. Wirtschaftsgrundlage ist der lebendige Markt, der zur Versorgung der lokalen Bevölkerung mit täglichen Bedarfsgütern dient, und Fischfang in kleinen Booten. Im Norden ist im Bereich der ehemaligen Stadtmauer ein Slumgebiet entstanden.

## Sonstiges
1950 drehte der Tauchpionier Hans Hass einen großen Teil seines Films Abenteuer im Roten Meer in den Ruinen von Sawakin. In seinem Buch Manta: Teufel im Roten Meer von 1952 sind mehrere Fotos der Stadt abgebildet. Bei Shaab Anbar, einem Tauchrevier direkt vor der Küste von Sawakin, kam 1957 Klaus Wissel während der zweiten Xarifa-Expedition von Hass ums Leben.

## Söhne und Töchter der Stadt
- Osman Digna (1836–1926), General in der Armee der Mahdiya